# Vernante
Vernante (Vërnant in piemontese, Lòu Vernant in provenzale alpino) è un comune italiano di 1 081 abitanti della provincia di Cuneo, in Piemonte. Comprende parte del parco naturale delle Alpi Marittime.
Faceva parte della comunità montana delle Alpi del Mare e rientra tra i territori della minoranza linguistica storica occitana.

## Toponimo
Nel corso dei secoli viene citato ripetutamente con i nomi di Alvergnandus nel 1041, Alvernantus nel 1338, Alvergnandum nel 1513, Alvergnantus nel 1554 quindi Alvernant verso la metà del XVI secolo e infine nell'attuale Vernante.
La radice del nome pare derivare dal termine celtico verna, vocabolo che indicava l'albero dell'ontano nero molto diffuso nella valle e che appare oggi nello stemma del paese.
Sembra invece priva di fondamento l'altra ipotesi che vorrebbe il nome derivato dal latino volgare ad vernandum che starebbe a significare centro di fondovalle idoneo allo sverno.

## Stemma comunale
Il 26 marzo 1614 venne confermato come stemma del paese «[…] l’arma antichissima della quale è sempre stato ed è solito servirsi in tutti gli occorrenti occasioni […] che è un arbore di verna in campo d’oro con la scritta “salus in silvis”». La verna è l'ontano; il motto viene anche attestato come “In silvis salus” (“Nei boschi la salute”).

## Storia

### Epoca Preistorica
È probabile che, nella Preistoria, il territorio vernantino fosse abitato dalle stesse popolazioni che colonizzarono la vicina Valle delle Meraviglie, ossia dai liguri-alpini o liguri capillati (così detti per l’uso di portare i capelli lunghi), ovvero i liguri Bagienni o Vagienni. Essi, sul Monte Bego, nei pressi di Tenda, lasciarono, nel 2900 a.C. circa, incisioni rupestri legate ai loro culti.
Nell’Età del Ferro, invece, sopraggiunsero i celti.

### Epoca Romana
Vernante entrò a far parte, in epoca romana, della provincia “Alpium Maritimarum”. Sotto Nerone, gli abitanti della zona divennero cittadini romani ed entrarono a far parte della tribù Quirina, inserita nel Municipum di Pedona (l’attuale Borgo S. Dalmazzo).
Per comunicare con la Gallia, i romani costruirono la Via Imperia, che collegava Roccavione al Monte Cornio (Colle di Tenda) e attraversava proprio Vernante.

### Avvento della cristianità
La religione cristiana iniziò a diffondersi nella Val Vermenagna nel III secolo d.C. grazie a San Dalmazzo, predicatore laico martirizzato, secondo la tradizione, con un colpo di spada sul capo il 5 dicembre 254 nei pressi di Pedona.
Sulla sepoltura del santo, nel 500 venne costruita una basilica; nel 600, l’abbazia di San Dalmazzo di Pedona.
Vernante divenne dipendente dall’abbazia; civilmente e militarmente, però, fu inserita nel Comitato di Bredulo (Breo).

### Medioevo
Il 18 giugno 901 Vernante venne data in feudo ad Eilulfo, vescovo di Asti.
Dal 904 al 980 i Saraceni invasero ripetutamente i territori di Vernante, saccheggiandoli (è curioso notare che alcune parole dialettali vernantesi siano derivate proprio dalla lingua saracena: si pensi ad abricoch, albicocca; articioch, carciofo; ramasin, susina; meschin, poveretti).
Vernante (Alvernante) divenne, poi, nel 1041, feudo dell'abbazia di San Dalmazzo di Pedona. Nel XIII secolo finì sotto il dominio di Cuneo prima, dei Marchesi di Saluzzo poi; infine dei Conti di Tenda e Ventimiglia.
Nel 1258, Vernante fu ceduta a Carlo d'Angiò; nel 1268 passò sotto il dominio di Ardizzone, abate di Pedona, per poi ritornare agli Angiò.
Dopo la battaglia di Roccavione (10 novembre 1275), Vernante ridivenne terra dei Conti di Tenda (che avevano nel frattempo preso il nome di Conti Lascaris: infatti, nel 1266, il Conte di Tenda Guglielmo Pietro sposò Eudossia, l’ultima figlia dell’Imperatore d’Oriente Teodoro II Lascaris; da quel momento, il nome di famiglia fu cambiato da Guerra in Lascaris).
Nel 1280 venne eretto, per volere di Pietro Balbo di Tenda, il Castello di Vernante (la Turusela o Tourousela), tutt’oggi esistente (del maniero sono rimasti il torrione centrale a forma di esagono irregolare, le mura, una torretta laterale e una torre difensiva più esterna).
Nel 1293 fu approvata dai Conti la prima raccolta statutaria di Vernante (purtroppo non sopravvissuta ai secoli; lo scritto è andato perduto).
Il dominio dei Conti di Tenda si protrasse fino al 1580.

### Età Moderna
Furono redatti il 3 agosto 1554 i più antichi Statuti di Vernante giunti fino a noi (gli Statuti contenevano leggi su diritti e doveri degli amministratori e della comunità, con particolare attenzione per le pene, le tasse, le imposte, le norme igieniche da seguire).
Vernante, grazie al tollerante Conte Claudio, divenne centro ereticale; vennero accolti in paese Pastori di Valdo e ugonotti (che tentarono di conquistare la chiesa parrocchiale, la quale venne però difesa dai cristiani).
Tra il 1522 e il 1525 scoppiò un'epidemia di peste.
Nel 1581 la Contea di Tenda, e quindi anche Vernante, passò sotto il dominio del duca Carlo Emanuele I di Savoia.
Nel 1611 il duca Carlo Emanuele II di Savoia donò Vernante “in beneficio” al consigliere di Stato Giovanni Nicolis «per le sue benemerenze verso lo stato».
Una nuova epidemia di peste bubbonica scoppiò nel 1629. A tal disgrazia si aggiunsero incendi, scorribande e passaggi di soldatesche.
L'11 novembre 1697 succedette a Giovanni II Nicolis suo nipote Carlo Filiberto, ultimo Conte di Vernante.
Nel 1722 il paese venne infeudato a Francesco Guilliers di Giacomo, oriundo della Savoia, che acquistò Vernante per 65000 lire. Egli ne divenne il Marchese.
Nel 1744 l'esercito gallo-ispanico assediò la fortezza di Demonte. Gli abitanti della Valle Gesso e della Valle Vermenagna (fra i quali figuravano circa cinquecento vernantini) difesero la zona del Colletto fin quando, il 5 agosto, arrivò a dar loro man forte il Reggimento Piemonte del maggior Brondello. A Borgo S. Dalmazzo giunse, nel frattempo, il Serenissimo Infante di Spagna Filippo di Borbone, che pretese da Vernante derrate per il suo esercito. Il paese rifornì lentamente le truppe spagnole (cosa che fece indispettire gli invasori). L'esercito spagnolo attaccò dunque Vernante, che però insorse, riuscendo a cacciare gli invasori. I vernantini bloccarono poi la fuga del nemico a Passo Murato. I prigionieri spagnoli vennero portati dagli abitanti di Vernante al vicino forte di Saorgio. Due delegati del paese si presentarono poi di fronte al Generale Comandante nemico per protestare per la richiesta troppo elevata di approvvigionamenti da destinare alle truppe degli invasori. I due vennero arrestati, ma riuscirono a salvarsi dalla prigionia gettandosi nel torrente Gesso in piena. Tornati a Vernante, i delegati raccontarono ciò che era loro accaduto. Tal fatto spinse i paesani a dichiarare guerra ai franco-spagnoli. I vernantini, dopo essersi armati al forte di Saorgio, attaccarono l'esercito nemico, sbaragliandolo. Temendo però ritorsioni, le donne e i bambini di Vernante si nascosero sui monti circostanti; i documenti comunali vennero, invece, celati nel monumento sepolcrale della parrocchia. Intanto, il Marchese di Ormea avvertì Carlo Emanuele III dell'invasione in corso; appresa la notizia, questi inviò milizie di supporto ai vernantini. I gallo-ispanici vennero attaccati dagli abitanti di Vernante a Robilante. Gli spagnoli, sconfitti, tolsero l'assedio da Cuneo e si ritirarono in Valle Stura.
Nello stesso anno venne registrata un'epidemia di peste epizootica, che decimò il bestiame.
Nel 1755 una serie di valanghe colpì la frazione vernantina di Palanfrè, causando 44 morti.
Risulta che, a metà '700, a Vernante vi fossero ben quaranta telai destinati alla produzione di due tipi di tela. Da tali tele, sia vendute nel territorio, sia esportate a Nizza, si ricavavano lenzuoli, tende, pagliericci per truppe.
Con l'armistizio di Cherasco (28 aprile 1796) il Piemonte venne incorporato alla Francia. I napoleonici imposero agli abitanti di Vernante i costumi rivoluzionari; pretesero, inoltre, grandi quantità di derrate e denaro. I vernantini, esasperati, insorsero.
Il 12 agosto 1809 transitò a Vernante Papa Pio VII, prigioniero di Napoleone. Si dice che, in quella tremenda giornata afosa, il papa, già provato per il lungo viaggio, consumò cibo indigesto preso frettolosamente a Limone Piemonte; cosa che fece peggiorare le sue già precarie condizioni di salute. Il corteo fu dunque costretto a fermarsi al centro della Piazza della Mandulera di Vernante. Boissard, il colonnello dei gendarmi che scortava il prestigioso prigioniero, si rivolse alle donne radunatesi nella piazza chiedendo loro: «Un verre d’eau!» (dal francese: «Un bicchiere d’acqua!») Il papa, dopo aver aperto lo sportello della carrozza che lo ospitava, sfiorò ciascuno dei numerosissimi bicchieri colmi d’acqua che le vernantine gli porsero, benedicendoli. Infine, ne scelse uno: quello più in alto, allungatogli da una povera madre il cui figlio aveva appena preso l’acqua dalla sorgente. Pio VII ne bevve un sorso e, voltandosi verso Monsignor Doria Pamphili, il cappellano che gli stava seduto accanto, disse: «Sembra l’acqua di Fontainebleu!» Da quel momento, in ricordo dell’accaduto, la fonte dalla quale venne presa l’acqua che fu offerta al pontefice prese il nome di Fontana Bleu, tuttora visitabile. Il passaggio di Papa Pio VII a Vernante è documentato storicamente. Nella Cappella dell’Assunta, infatti, è presente una nota su una “cartella da morto” che recita: “Nell’anno 1809, alli 12 di agosto, circa le ore quattro pomeridiane, è passato in vettura, partito da Tenda, il Sommo Pontefice Pio VII, accompagnato da due o tre prelati e scortato da gendarmi: prigioniero, andò quella sera a pernottare a Cuneo, poi a Mondovì, quindi a Savona.” Inoltre, risulta che, in quell’occasione, la Mairie (il Consiglio Comunale), le Confraternite di S. Croce e le Compagnie dei Figli e delle Figlie di Maria attesero il papa presso la Cappella di S. Rocco (che sorgeva nella zona ove ora vi è la casa di riposo); il Clero, invece, aspettò sulla soglia della chiesa parrocchiale. Pio VII giunse alla Cappella di S. Rocco alle 15.45. La sosta fu breve (il papa ebbe appena il tempo di benedire la folla).
Nella notte fra il 23 e il 24 aprile 1815 spirò a Vernante Giovanni Boccaccio, primo carabiniere caduto nell’adempimento del suo dovere. Egli trovò la morte nella Contrada Maestra (attuale Via Umberto I) in cima alla Villa per mano di Stefano Rosso, detto il Fratin o il Sardo, precedentemente arrestato per uso di monete false ed evaso con altri otto criminali dal carcere di Cuneo.
Il 1816 fu un anno di miseria: i vernantini, per sopravvivere, furono addirittura costretti a mangiare erba non condita.
Nel 1835 e nel 1866 scoppiarono in paese due epidemie di cholera morbus.
Alla Prima Guerra d’Indipendenza (1848-1849) e alla Seconda Guerra d’Indipendenza (1859-1860) parteciparono diversi vernantini; 5 morirono sui campi di battaglia.
Verso la fine del XIX secolo, numerosi abitanti di Vernante emigrarono in Francia e nelle Americhe.
Fra il 1880 e il 1900 venne costruita la ferrovia Cuneo-Ventimiglia-Nizza. Il tratto ferroviario Robilante-Vernante, grande opera d’ingegneria, venne inaugurato nel 1889.

### Dal Novecento ai giorni nostri
All’inizio del XX secolo a Vernante era presente un’industria artigianale specializzata nella fabbricazione di coltelli (i famosi Vernantin). Era inoltre attiva la fucina ad acqua del Martinet (Martinetto), utilizzata per produrre attrezzi agricoli.
Nella Grande Guerra (1915-1918) cento vernantini caddero in battaglia.
Alla seconda guerra mondiale parteciparono molti alpini di Vernante; sessantaquattro di essi morirono o vennero dichiarati dispersi (sei perirono nei lager nazisti).
Dopo l'8 settembre 1943, molti abitanti di Vernante divennero partigiani.
A partire dagli anni sessanta del Novecento, a causa dello sviluppo dell'industria vetraia e della silice, che portò nuovi posti di lavoro, a Vernante si registrò uno spopolamento delle montagne: i nuovi operai, difatti, per esser più vicini al luogo di lavoro, si trasferirono in paese.
Oggi Vernante è divenuto centro turistico, anche grazie alla presenza dei murales di Pinocchio, unici al mondo, e del museo Attilio Mussino.

## Musei, monumenti e luoghi d'interesse

### Imuralesdi Pinocchio e il Museo Attilio Mussino
Sono presenti sulle facciate del centro storico di Vernante numerosi murales narranti le avventure di Pinocchio; realizzati da due pittori del luogo (Bruno Carletto detto “Carlet” e Bartolomeo Cavallera, detto “Meo”), sono un omaggio alle tavole del pittore Attilio Mussino che visse i suoi ultimi anni nel paese cuneese e il cui lavoro più importante fu l'illustrazione del libro di Carlo Collodi “Le avventure di Pinocchio” , in occasione dei trent'anni dalla sua prima pubblicazione.
Nel 2005 è stato inaugurato, nei pressi della chiesa parrocchiale, all'interno dei locali sottostanti l'ex confraternita (risalenti al 1200), il museo Attilio Mussino, che si propone di conservare e divulgare il lavoro dell'artista e di presentare ai visitatori opere lasciate in dono alla Pro Loco dalla seconda moglie dell’illustratore, Margherita Martini. Nel museo sono presenti numerose tavole, dipinti, bozzetti, libri e riviste illustrate da Mussino; vi si possono inoltre ammirare l'edizione illustrata del 1911 della fiaba di Collodi, il libro con le pagine animate uscito nel 1942 e le 33 tavole illustrate dell'ultima edizione pubblicata su Il Giornalino nel 1952.
Il paese ha reso omaggio al suo famoso artista intitolandogli, nel 1978, i giardini pubblici (dello stesso anno è il monumento a Mussino sito nei suddetti giardini e realizzato dal vernantese Pietro Dalmasso) e, nel 1989, la scuola elementare.

Vernante ha inoltre ricordato la più celebre opera dell’illustratore apponendo, nei pressi della tomba di Mussino, situata nel cimitero del paese, un bassorilievo raffigurante un Pinocchio in lacrime.

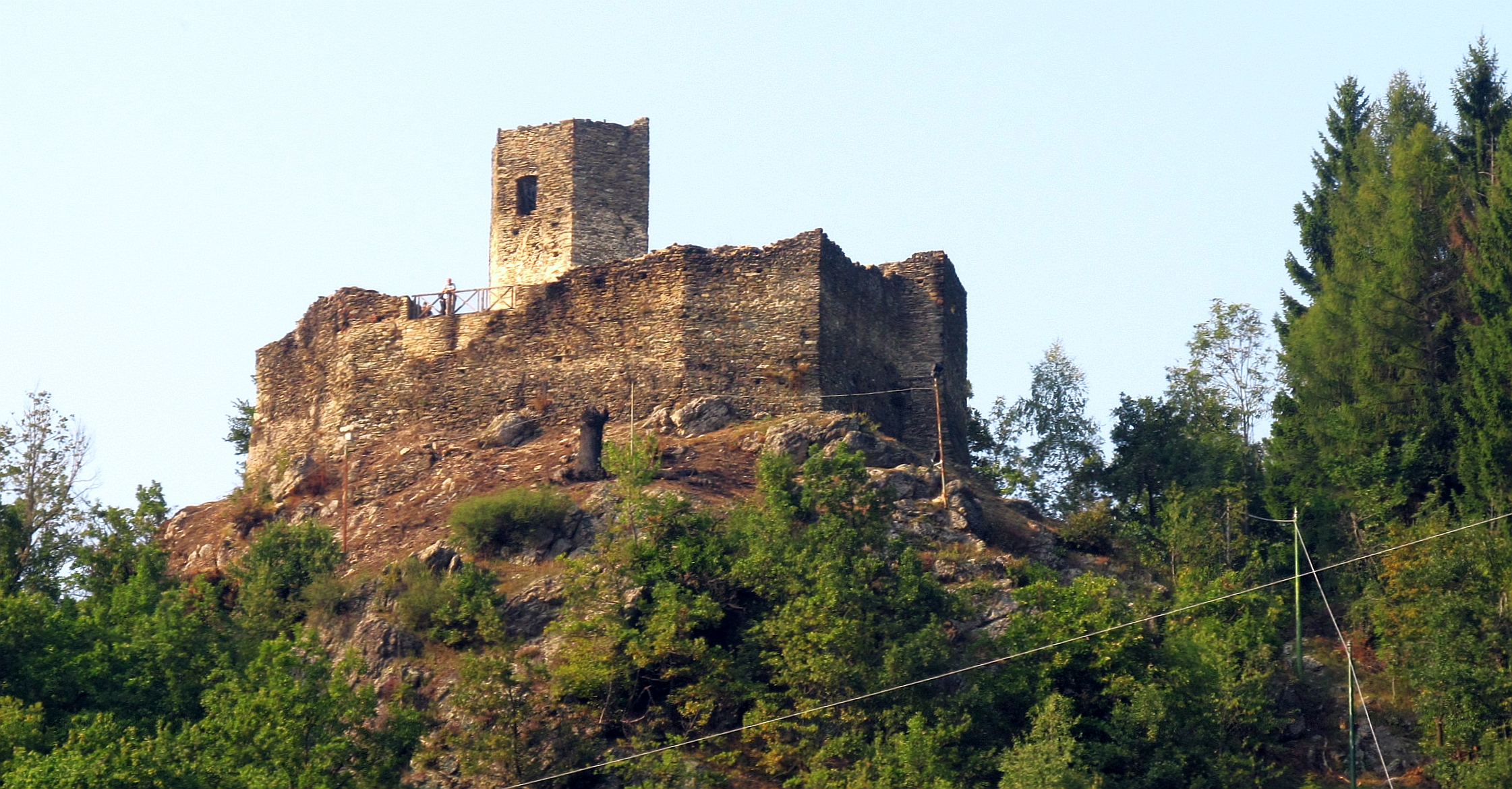
Il castello visto dalla stazione

### La Tourousela (Turusela)
Austeramente veglia dal 1280 su Vernante la Tourousela (Turusela), torrione fortificato fatto costruire da Pietro Balbo, conte di Tenda, per difendere la contea.
La Tourousela (Turusela) appartiene alla prima tipologia di castelli eretti nell’epoca feudale (fra il 1100 e il 1300), ossia ai castelli torrioni o castelli fortezze.
Il castello medievale di Vernante, utilizzato in passato come dimora saltuaria e come posto di guardia per le sentinelle, è tuttora detto castello Lascaris, dal nome dei suoi ultimi proprietari, i conti Lascaris di Tenda, discendenti del fratello di Pietro Balbo.
La Tourousela (Turusela) ha un unico torrione centrale a forma di esagono irregolare. Il maschio, all’epoca, possedeva, probabilmente, diversi piani a ballatoio, comunicanti fra loro tramite botole e scale a pioli, ed era circondato da mura munite di altre tre torri. Una galleria sotterranea, ora praticamente inaccessibile, collegava il castello con il torrente Vermenagna; il che permetteva il rifornimento d’acqua per i cavalli.
La Tourousela (Turusela) divenne, nel 1540, la temporanea prigione di Onorato II Lascaris, catturato dal brigante francese Arcembaldo de Abzat dopo che egli ebbe preso d’assalto il maniero di Tenda.
Il castello vernantino venne distrutto nel 1557 dalle truppe spagnole decise ad assediare Cuneo, scontratesi con un’orda di 400 vernantini.
Nel marzo del 1966, la torre centrale della Tourousela (Turusela), dichiarata pericolante, venne fatta saltare in aria con più di una carica di esplosivo. I resti vennero però recuperati e la torre ripristinata.
Ad oggi si possono ammirare, oltre al maschio, i resti delle antiche mura e di una delle tre torri, nonché un'altra torre che apparteneva ad un sistema difensivo più esterno.

### Santuario della Madonna della Valle
Il santuario della Madonna (o Madonnina) della Valle risale al XV secolo ed è frutto di un ex voto fatto dai vernantini in occasione di un grave pericolo collettivo (forse un'epidemia di peste). Opera del lavoro dei valligiani, è a croce greca con pavimento a mosaico in pietra e mura costruite a calce calda.
Ai primi anni dell'Ottocento risalgono sia le pitture e le decorazioni della cupola, sia le quattro statue in legno antico raffiguranti San Giovanni Battista, Santa Elisabetta, San Zaccaria e San Giuseppe.
All'interno del santuario si possono vedere numerosi quadri "ex voto" in onore della Vergine per grazie ricevute dai valligiani nel corso dei secoli.
Entrando nella struttura, a destra, si può ammirare il trono della Vergine risalente alla fine del XVII secolo, esempio di barocco piemontese. La statua della Vergine, rivestita di un manto d'argento tessuto a mano, è in legno; ha un peso complessivo di oltre 640 kg.
Secondo la tradizione, il trono fu portato a spalle da Torino, luogo in cui fu fabbricato, a Vernante, ove attualmente si trova, in circa 40 giorni di viaggio. I portatori furono i Landra provenienti dal Vallone Secco (valle laterale rispetto alla Valle Grande di Palanfrè). Tutt'oggi sono i loro discendenti a portare a spalle il trono durante le processioni.
Il santuario è aperto tutti i giorni.
Il 15 agosto di ogni anno vi viene celebrata l'Assunzione della Vergine; festa particolarmente sentita dai vernantini.

### La chiesa parrocchiale di San Nicolao
La chiesa parrocchiale di Vernante è dedicata a San Nicolao. Una sua statua troneggia nella prima grande nicchia della navata sinistra. Il santo è inoltre raffigurato su un quadro posto dietro l'altare riportato su parte della facciata.
Le notizie riguardo alla chiesa parrocchiale sono frammentarie. Pare che fin dal 1200 ci fosse un edificio senza volta (ossia con le travi del tetto a vista) a tre navate, con sei colonne di pietra (tuttora presenti: sono le più vicine all'ingresso, con qualche piccolo ornamento ai capitelli). Della stessa epoca è la parte del campanile in pietre grosse e rotonde. Nel 1700, con l'aumentare della popolazione, l'edificio fu allungato (vennero aggiunte nove colonne) e alzato con le finestre a flabello della navata centrale; furono inoltre realizzate le volte. Nello stesso periodo, il campanile fu sopraelevato con pietre e mattoni. Nel 1870 fu costruita la cupola. Della stessa data sono pure i due altari marmorei a fianco dell'altare maggiore, dedicati rispettivamente alla Madonna del Carmine (destra) e alla Madonna del Rosario (sinistra). Le pitture sono del 1971.
La facciata è stata riaffrescata nel 1990 con figure di Santa Teresa, Sant'Elisabetta e, al centro, il "Miracolo di San Nicolao".

### Altre chiese e cappelle di Vernante
La chiesa di san Bartolomeo, risalente al XVII secolo, si trova nella frazione Folchi di Vernante. Il santo viene festeggiato dalla popolazione il 24 agosto di ogni anno.
La cappella di san Giacomo a Palanfrè, datata fine XVII secolo, parzialmente distrutta nel 1755 a causa di una valanga e poi ricostruita, porta, sulla facciata, un affresco raffigurante la Madonna con Gesù Bambino in braccio, San Giacomo e Sant’Anna, restaurato negli anni '80 del Novecento dal pittore vernantino Claudio Giordano. All’interno della cappella si trova una statua del santo circondata da numerosi “ex-voto”. Vi si celebra la festa del santo patrono il 25 luglio.
La cappella di san Giovanni Battista e san Grato, abbattuta durante i lavori per la costruzione della ferrovia Cuneo-Ventimiglia-Nizza, è stata ricostruita tra il 1899 e il 1902 a 200 metri di distanza dal suo antico sito. È stata poi ridecorata negli anni '80 da Cavallera e Pellegrino. Le feste dedicate ai due santi si svolgono il 24 giugno e l’ultima domenica di agosto.
La cappella di san Macario, risalente al XV secolo, è stata restaurata negli anni ’80 e contiene un’icona e tre quadri opera del pittore Bruno Carletto. La festa della cappella si svolge la prima domenica di luglio.
La cappella della Madonna della Neve, sita nel Vallone Ciastellar, risale al XVII secolo. Fu eretta, secondo la tradizione, per ringraziare la madre di Gesù che, con una nevicata d’agosto, fece cessare la peste. Il dipinto centrale della cappella, raffigurante la Madonna con ai lati san Magno e san Grato, è stato restaurato fra gli anni ’80 e ’90 dai pittori Bruno Carletto, Bartolomeo Cavallera e Claudio Giordano. La festa della Madonna della Neve viene celebrata la prima domenica di agosto.
La cappella di santa Lucia sorge nel luogo ove, sin dal 1792, era presente un pilone dedicato alla santa. La cappella è stata costruita fra il 1988 e il 1989. Vi si celebra la festa della santa nella seconda domenica di luglio.
La cappella di san Rocco e la cappella di san Sebastiano, entrambe risalenti al XVI secolo, sono invece state abbattute negli anni ’70 del Novecento perché pericolanti. Stessa sorte è toccata alla cappella di sant'Eligio, demolita, assieme alla croce di legno ad essa connessa, negli anni ’50 del Novecento.

### Fontane
Vernante è un comune ricco di fontane, definite "le più prestigiose di tutta la vallata". Tal prestigio è dovuto soprattutto ai depositi di arenarie quarzitiche, dei quali la Valle Vermenagna è ricca, che permettono un ottimale filtraggio delle acque.
Fra le fontane di Vernante spicca per particolarità e importanza Fontana Bleu, sita allo sbocco del Vallon Secco, sul versante destro, a monte del santuario della Madonnina. L’acqua che sgorga da tal fontana è oligominerale. È una fontana datata (sul frontale è impressa la data 1812); il suo gettito non è abbondante nei periodi di siccità (probabilmente, vi sono perdite nel tragitto sorgente-fontana). A Fontana Bleu è legato il passaggio a Vernante di papa Pio VII (si veda il paragrafo “Età Moderna”).
Un'altra fontana di Vernante, situata in un piccolo parco all’inizio della strada che conduce a Folchi, è la Fontana di Rocca Muller, con gettito regolare, la cui acqua ha all’incirca le stesse caratteristiche di quella di Fontana Bleu.
Sulla sinistra del torrente Vermenagna, sono presenti le fontane san Macario e Sassi. L’acqua di quest’ultima fonte ha una buona aliquota di solfati (composti non negativi).
La fontana della sposa si trova nella Valle Grande, in località tetti Ciastel (compresa nel comune di Vernante). Alla fine della strada che attraversa il vallone, invece, vi è la fontana di Palanfrè, con acque di ottima qualità.

## Tipicità locali

### ColtelloVernantin

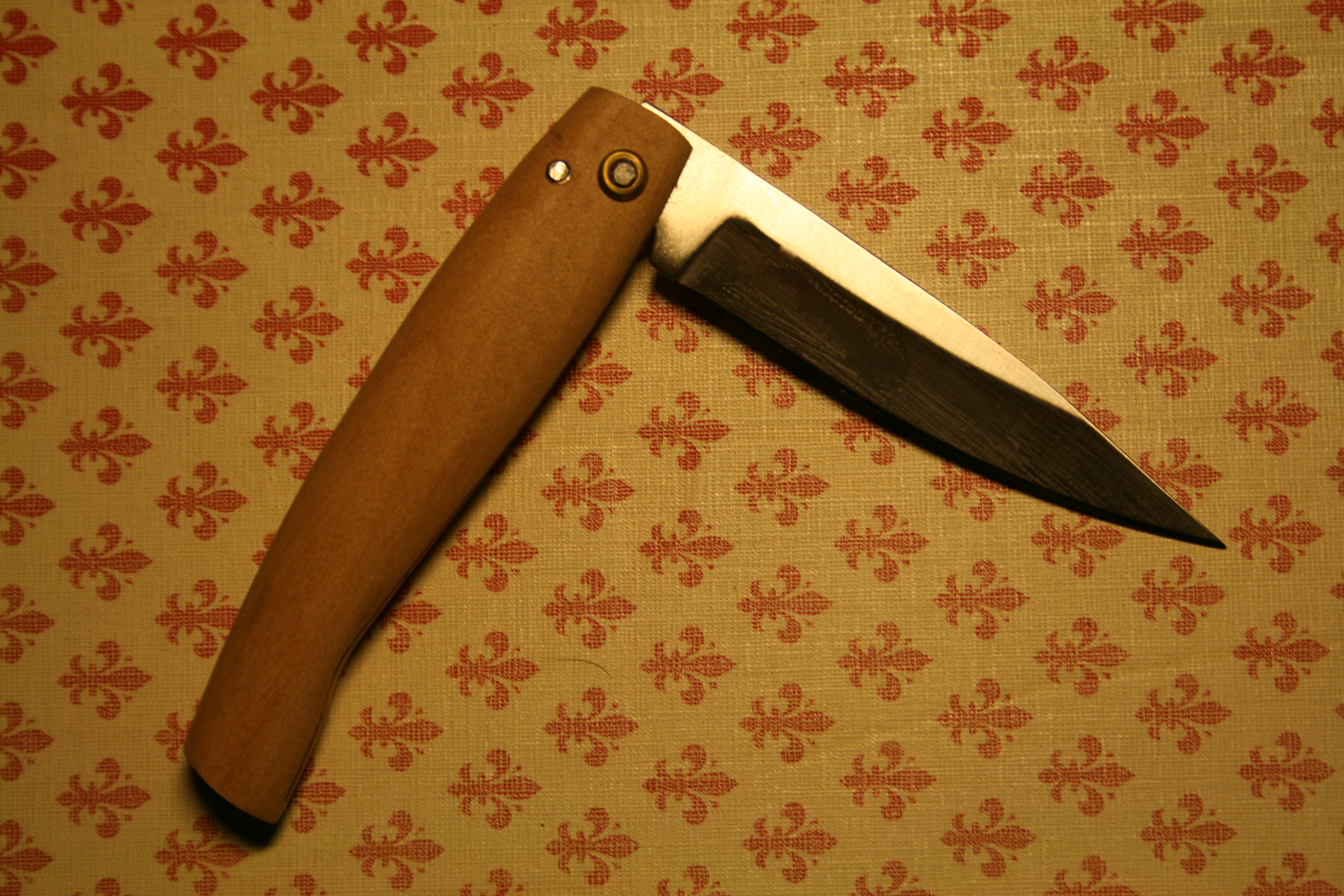
Coltello Vernantin

Il coltello Vernantin è caratteristico di Vernante.
Già nel primo cinquantennio del XIX secolo l’attività di produzione della varietà di coltello Vernantin era già fortemente diffusa e notevolmente sviluppata: nel suddetto periodo, difatti, lungo la strada principale del Comune (ossia l’attuale Via Umberto I), si contava un numero notevole di botteghe appartenenti ai circa venti coltellai (detti cutlé) del paese. Tali botteghe erano così numerose da risultare posizionate l’un'accanto all’altra. Ogni giorno, i cutlé realizzavano centinaia di Vernantin a lama lineare o sagomata o ricurva, che venivano poi inviati in tutta Italia. I coltelli di tipologia Vernantin erano però talmente richiesti che la produzione non riusciva mai a soddisfare tutte le richieste. Nella Provincia Granda, all’epoca, non esisteva agricoltore che non possedesse almeno due o tre Vernantin.
Dalla metà del XX secolo, la produzione dei coltelli di tipo Vernantin cominciò a declinare: dall’inizio degli anni ’80 del Novecento, purtroppo, non vi eran più sul territorio vernantino coltellinai professionisti a tempo pieno. Negli stessi anni, però, si era pensato di riaprire una scuola-laboratorio così da diffondere e tramandare la tradizione dei cutlé.

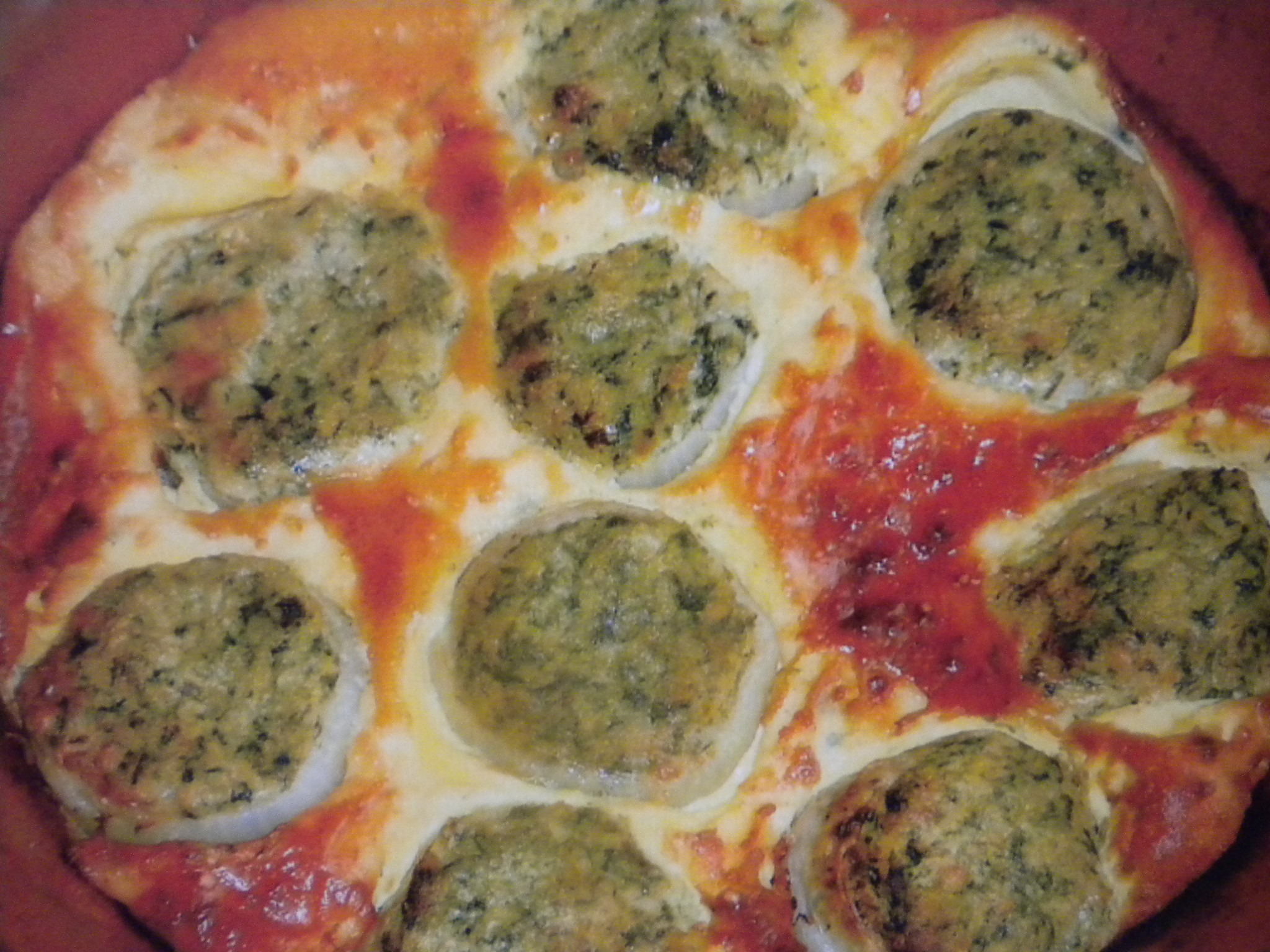
Siule Piene - Cipolle ripiene

A Vernante, ad oggi, vi sono pochissimi anziani artigiani che ancora conoscono e applicano le regole dell’antico processo produttivo dei Vernantin.

### Piatti tipici De.Co.
Tre sono i piatti tipici della cucina vernantina che hanno ottenuto la De.Co. nel 2016: le siule piene (cipolle ripiene); i raviole 't Vërnant (le raviole di Vernante o raviole alla vernantina); la turta 't cusa e melia (torta di zucca e meliga).

## Società

### Evoluzione demografica (1861 - 2011)
Abitanti censiti

### Etnie e minoranze straniere
Secondo i dati Istat al 1º gennaio 2019, i cittadini di origine straniera residenti a Vernante sono 52.